# El destino se disculpa
El destino se disculpa es una  película del español José Luis Sáenz de Heredia, considerada uno de sus grandes logros por la crítica, en la que destaca el texto del periodista y humorista coruñés Wenceslao Fernández Flórez.

## Sinopsis
Ramiro y Teófilo son grandes amigos y comparten inquietudes que los unen en sus desventuras. Sus intentos de triunfo artístico fracasan y un día Ramiro, el más descontento, le propone a su amigo que el primero de los dos que muera tiene que ocuparse del otro para guiarle en su vida.